# Étienne II Kotromanić
Pour les articles homonymes, voir Étienne II.
Étienne ou Stjepan II Kotromanić  (mort en 1353) Ban de Bosnie de 1322 à 1353.

## Origine
Stjepan II Kotromanić est le fils de Stjepan Ier Kotromanić et de Élisabeth fille du roi Stefan Dragutin.

## Ban de Bosnie
Vers 1314 après la mort de son père des troubles successoraux éclatent et il est obligé de se réfugier avec sa mère à Dubrovnik. En 1318/1320 il devient ban de la région centrale de la Bosnie : Visoko et Zenica.
Il semble qu’il garde de bonnes relations avec le ban de Bosnie Mladen II Šubić jusqu’en 1322 car c’est grâce aux bons offices de ce dernier qu’il obtient le 18 juillet 1319 du pape Jean XXII une dispense pour épouser une catholique de sa parenté Cependant en 1322 Stjepan II Kotromanić n’hésite pas à prendre le parti du roi Charles Robert de Hongrie contre les Šubić lorsque le souverain commence la guerre qui va mettre fin à la puissance de cette famille de féodaux croates. Il reçoit de la Hongrie le titre de ban de Bosnie en 1322.
Stjepan II Kotromanić joint les territoires de Soli et d’Usora à ses domaines en 1324. En 1326 il annexe comme vassal de la Hongrie Hum (l’Herzégovine actuelle) et chasse la famille des féodaux Branivojevići qui en avait pris le contrôle. Son pouvoir atteint désormais le littoral adriatique entre Dubrovnik et la vallée de la Neretva. En 1330, Kotromanić qui a doublé la taille de la Bosnie accède de facto à l’indépendance vis-à-vis de la Hongrie lorsqu’il confirme le 23 octobre 1332 un accord de paix avec Dubrovnik et signe Stephanus, Bosnæ banus.
Il bénéficie néanmoins de l’appui du roi Charles Robert de Hongrie en 1337/1338 lorsque le Pape demande à deux familles croates les Nelipac de Knin et les Šubići de Bribir d’aider les franciscains dans leur œuvre missionnaire contre les hérétiques Bosniaques en relançant une croisade
Ce danger d’intervention écarté les Franciscains commencent leur activité en Bosnie en 1339/1340 et sont bien accueillis par Ban Kotromanić. En 1342 ils établissent leur vicariat de Bosnie, qui devient la base de leur activité dans l’Europe du Sud est. Le ban se convertit finalement au catholicisme en 1347.
Le Tsar Stefan Dušan de Serbie envahit la Bosnie en 1350 afin de reprendre le contrôle de l’Hum mais il est repoussé par Kotromanić.
Kotromanic ouvre des mines d’argent en Bosnie. L’extraction de ce métal sera la base du développement économique du pays lors de ses échanges commerciaux avec la côte dalmate.
Étienne Kotromanic meurt le 1353 et il est inhumé dans un couvent de franciscains.

## Union et postérité
Étienne II Kotromanic conclut peut être deux unions :
- en 1319 il se fiance avec une fille anonyme du comte Meinhard Ier d’Ortenburg en Carinthie avec une dispense papale du 18 juillet 1319 Il semble que ce projet d'union n’ait pas été finalisé.
- en juin 1324 avec Élisabeth de Cujavie (en), fille de Casimir III de Gniewkowo prince d'Inowrocław dont :
  - Élisabeth de Bosnie
  - Catherine de Bosnie